# اریک لایولی
اریک لایولی (انگلیسی: Eric Lively؛ زادهٔ ۳۱ ژوئیهٔ ۱۹۸۱) یک هنرپیشه اهل ایالات متحده آمریکا است. وی از سال ۱۹۸۳ میلادی تاکنون مشغول فعالیت بوده‌است.

## اوایل زندگی
اریک لارنس براون، فرزند الین و ارنی لایولی، در آتلانتا، جورجیا به دنیا آمد. او یک خواهر تنی به نام بلیک و سه خواهر و برادر ناتنی به نام‌های لوری، روبین و جیسون دارد.
آغاز فعالیت او در سن ۲ سالگی، در نقش یک نوزاد، در فیلم توفان مغزی بود. بعد از دوران دبیرستان، وی برای تحصیل در رشته عکاسی به نیویورک نقل مکان کردد و همچنین مدتی مدل برای شرکت ابرکرومبی اند فچ بود.
اریک اولین نقش خود را در فیلم تلویزیونی مسلح و بی گناه ایفا کرد و سرانجام در سال ۲۰۰۶ با فیلم "اثر پروانه ای ۲" به شهرت رسید.

## گزیده فیلمشناسی
از فیلم‌ها یا برنامه‌های تلویزیونی که وی در آن نقش داشته‌است می‌توان به آثار زیر اشاره کرد.
- پای آمریکایی (فیلم) (۱۹۹۹)
- سکس و صبحانه (۲۰۰۳)
- پرورش داده (فیلم ۲۰۰۶) (۲۰۰۶)
- اثر پروانه‌ای ۲ (۲۰۰۶)
- ۲۴: رستگاری (۲۰۰۸)
- یک کریسمس مدیایی (۲۰۱۳)
- واژه ال (۲۰۰۵)
- ۲۴ (مجموعه تلویزیونی) (۲۰۰۹)
- امور پنهانی (۲۰۱۰)